# Ibarra (kanton)
Ibarra – kanton w Ekwadorze, w prowincji Imbabura. Stolicą kantonu jest Ibarra.